# St. Kilda Town Hall

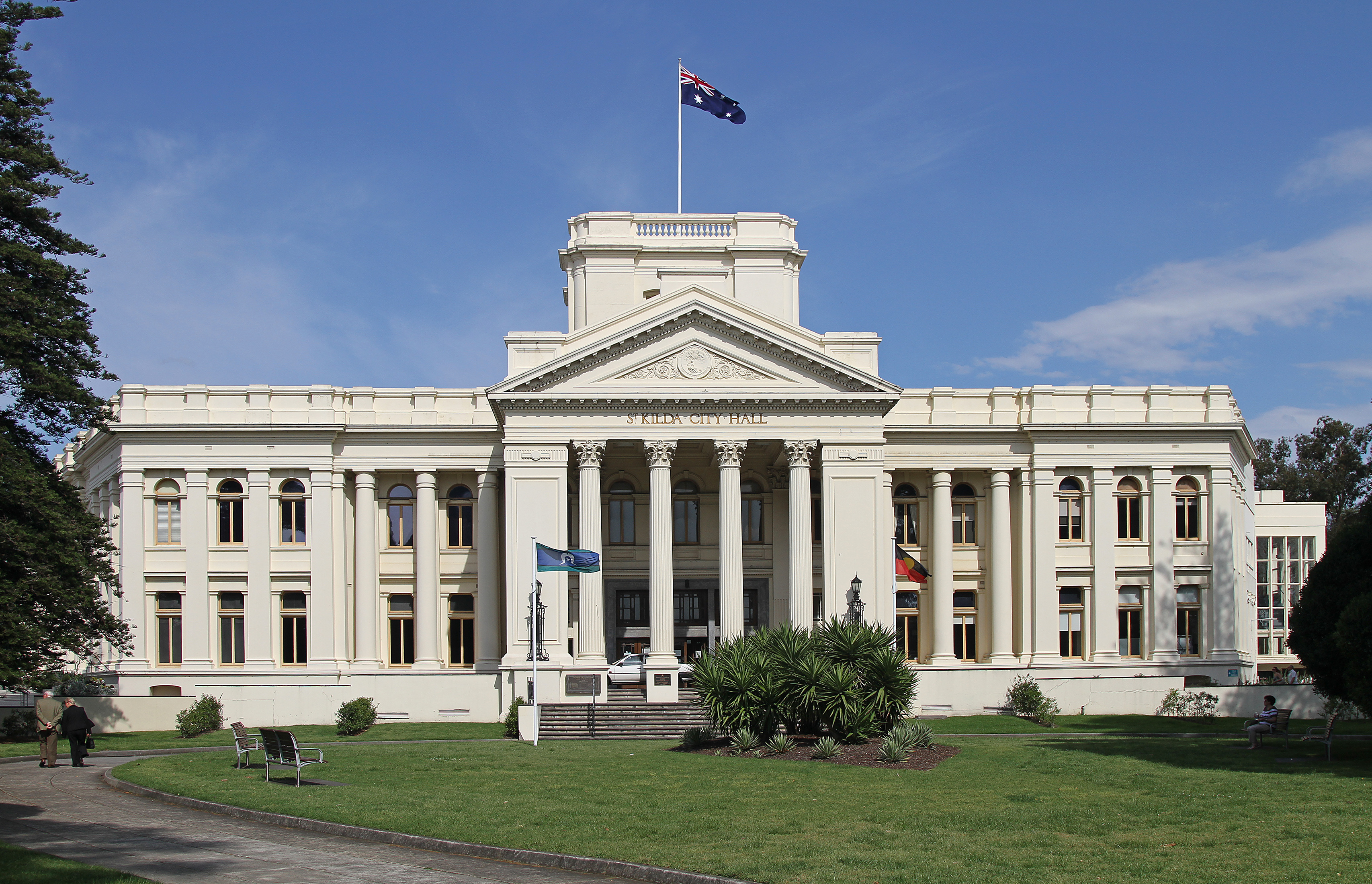
St. Kilda Town Hall Haupteingang

Die St. Kilda Town Hall ist ein Rathaus im Melbourner Stadtteil St. Kilda.

## Geschichte
Für die St. Kilda Town Hall wurde an der Ecke Gray Street und Barkly Street 1883 ein Bauplatz reserviert. 1888 gewann bei einem Wettbewerb der Entwurf des Architekten William Pitt, nach welchem das Gebäude gebaut und 1890 eröffnet wurde. Jedoch war das Gebäude zu diesem Zeitpunkt nicht komplett fertig. Anstatt das Gebäude fertigzustellen, wurde 1892 eine große Pfeifenorgel in der Halle installiert. Aufgrund der Großen Depression stagnierten die Arbeiten.
Im Jahr 1925 wurde der große klassische Portikus zusammen mit der heutigen kunstvollen Innentreppenhalle gebaut. Die weiteren Backsteinmauern des Gebäudes blieben bis 1957 kahl, bis sie schließlich verputzt und weiß gestrichen wurden. 1939 wurde eine neue Ratskammer im Art-déco-Stil als Teil einer Erweiterung auf der Seite der Brighton Road errichtet und 1971 eine modernistische Erweiterung in Richtung Carlisle Street vorgenommen.
In den frühen Morgenstunden des 7. April 1991 brannte die Halle aus, es wurde Brandstiftung vermutet.
Der Büroteil des Gebäudes wurde bald wiederhergestellt und die Firma ARM Architecture restaurierte die Halle und war für den Bau eines neuen Eingangs in Richtung der Carlisle Street zuständig, der 1994 fertiggestellt wurde. Die Halle wurde nicht vollständig restauriert. Stattdessen wurde eine neue Decke geschaffen, die Halle in zwei Teile geteilt, einige der Putzarbeiten restauriert und einige in ihrem beschädigten Zustand erhalten. Diese Arbeit wurde 1995 mit zwei Preisen des Royal Australian Institute of Architects ausgezeichnet. Eine weitere Erweiterung fand in den 2000er Jahren Richtung Carlisle Street statt, die im Februar 2008 abgeschlossen wurde.
Neben den städtischen Bällen, Empfängen und Veranstaltungen hat der Saal eine lange Geschichte. In den 1930er Jahren holten Arbeitslose während der Weltwirtschaftskrise hier ihre Essenspakete mit gespendeten Lebensmitteln ab. Zudem war der Saal des Gebäudes ein beliebter Veranstaltungsort für Gesellschaftstanz. Zudem wurden im Rahmen der Olympischen Sommerspiele 1956 in Melbourne im Saal der St. Kilda Town Hall die Wettkämpfe im Fechten ausgetragen.